# Latin for Lovers
Albums de Cal Tjader
Cal Tjader's Latin Concert (live) Mas Ritmo Caliente !
Latin for Lovers est un album studio de la discographie de Cal Tjader enregistré et sorti en 1958 qui contient entre autres une version latin jazz de « Quizás, quizás, quizás ». Il sera réédité dans son intégralité en 1962 sous le titre « Latin for Lovers with Strings ».

## Titres[1]
1. I Should Care - 2:36  ∫ de Sammy Cahn, Axel Stordahl et Paul Westo
2. Spring Is Here - 2:39 ∫  de Lorenz Hart et Richard Rodgers (reprise réarrangée)
3. Time Was - 2:59 ∫ de Gabriel Luna, Phil Ochs, Manuel Prado et Bob Russell
4. Star Eyes - 3:17 ∫ de Gene DePaul et Don Raye
5. Stella By Starlight - 3:16 ∫ de Ned Washington et Victor Young
6. Alone Together - 4:29	∫ de Howard Dietz et Arthur Schwartz
7. Ode to a Beat Generation (Ode for Margo) - 2:20 ∫ de Jack Weeks
8. Skylark - 2:39  ∫ de Hoagy Carmichael et Johnny Mercer
9. Martha - 3:10 ∫ de Mongo Santamaría
10. Quizás, quizás, quizás - 4:01 ∫ de Joe Davis et Osvaldo Farrés

## Personnel & Enregistrement
Le sextet de cal Tjader s'est associé à un ensemble de 5 cordes sous la direction de Jack Weeks pour cet album.
- Enregistrements studio en 1958, à San Francisco, (Californie). Masters Fantasy Records.

## Design de Couverture
- Description : un couple de jeunes enfants sur une plage en maillot de bain faisant face à la mer. Prise de vue de 3/4 Dos.
- Photographie de :

## Informations de Sortie
- Année de Sortie : 1958
- Intitulé : Cal Tjader - Latin for Lovers
- Label : Fantasy Records
- Référence Catalogue : Fantasy F-3279
- Format :  LP 33 ou (12")
- Liner Notes : …[8]

## Réédition FormatLPetCD
Réédition en album LP 33 Série Stéréo Disque en 1962 sous les titres Latin for Lovers with Strings et Cal Tjader with String - Latin for lovers avec mention en couverture des arrangements de Jack Weeks.
- Références : Fantasy Records F-8016[10].

Puis dans la compilation Sentimental Moods, les 10 titres ont été réédités dans l'ordre.
- Références : Fantasy Records F 24742 ou FCD 24742-2 (1995)[10].

## Observations
On ne trouve que 2 titres composés par les membres de cette session d'enregistrement : l'un de Jack Week et l'autre de Mongo Santamaria qui timidement s'avance vers une carrière solo qui rendra forme au moment du départ de Tjader pour Verve Records. Les autres titres sont pour la plupart des reprises réarrangées par Jack Weeks sous la houlette de Cal Tjader.
Le titre« Quizás, quizás, quizás » est une reprise d'un boléro de 1947, demeuré très célèbre à cette époque et même encore aujourd'hui. Le vibraphone de Cal y prend la place de la voix et il se termine par un solo de flûte de Paul Horn. Cette chanson a fait l'objet de nombreux arrangements et reprises chantés ou en thème musical. Cette version latine jazz coïncide au niveau de sa sortie musicale avec la version adaptée et chantée par Nat King Cole, sous le titre « Perhaps, Perhaps, Perhaps » sortie en 1958 aussi.
Pour l'ensemble de corde, on peut trouver parfois le nom d'Albert White Strings Ensemble, mais il n'est pas mentionné en tant que tel, la direction des cordes a été assurée par Albert White.

### Critique de l'album[13]
Pilotant le courant vibraphoniste de la West Coast jazz, la plupart des enregistrements de Cal Tjader pour Verve dans les années 1960 suivent une direction musicale principale et établie combinant des éléments de jazz, Latin jazz, de salsa et même de musique d'ambiance.
Il n'en va pas de même pour les albums qui les ont précédés. Ses albums chez Fantasy Records de la première période de sa carrière (les années 1950) offrent souvent beaucoup de forces, de vibrations, d'intensité musicale pris séparément, mais ne se conjuguent pas pour espérer un effet combiné, une constance musicale : Tjader nous gratifie tantôt d'une Latin jazz session mielleuse, suivi d'un album frais alimenté de jazz bebop, puis enchaîne sur un album de Mambo très policé. De quoi déconcerter parfois…
« Latin for Lovers » avec son ensemble de cordes est un album de musique d'ambiance latin pour le label Fantasy, et le liner notes d'origine (1958) fait état de ce que le vibraphonist connaissait les pièges musicaux à éviter et a voulu faire plus dans son approche musicale que juste tenter de vendre des disques à des personnes que le West Coast Latin jazz n'intéressait pas.
La bonne nouvelle, c'est que Tjader a réussi, même si l'album semble présenter en première écoute plus d'intérêt pour les amateurs de musique latine d'ambiance que pour les fans de jazz. Tjader a travaillé cet album avec son sextet habituel de l'année 1958 (on retrouve le pianiste Vince Guaraldi, le flûtiste Paul Horn, les percussionnistes Latin Mongo Santamaria et Willie Bobo), afin qu'il y ait des bases musicales de jazz pour asseoir cet esprit de musique latine d'ambiance, même si tous les solo mélodiques teintés de jazz sont resserrés dans un phrasé court. 
Une grande part du succès de cet album est due aux arrangements épurés de cordes de Jack Weeks qui ne couvrent jamais la musique jouée par le sextet et évitent ainsi d'être sirupeux. Si cet album est fluide, au moins il l'est aussi dans le style.
Latin for Lovers a été réédité dans un CD (2 albums en 1) titré « Sentimental Moods », qui est complété par un autre album latin jazz puissant et swingant de 1958 « San Francisco Moods ».

### Particularités phonographiques
Il existe 2 versions originales de disque Lp : 
- L'édition normale : disque vinyle noire
- L'édition limitée collector : disque vinyle rouge (notamment pour la réédition F-8016).

NB : il existe d'autres albums de cette époque intitulés Latin for lovers : notamment un de Xavier Cugat et un de Doris Day…